# O Brado Retumbante
O Brado Retumbante é uma minissérie brasileira produzida e exibida pela TV Globo de 17 a 27 de janeiro de 2012, em 8 capítulos.
Escrita por Euclydes Marinho, com colaboração de Nelson Motta, Guilherme Fiuza e Denise Bandeira, com direção geral de Gustavo Fernandez e direção de núcleo de Ricardo Waddington.
Contou com Domingos Montagner,Maria Fernanda Cândido, Otávio Augusto, Leopoldo Pacheco, Hugo Carvana, Juliana Schalch, Murilo Armacollo, Alinne Rosa, Mariana Lima e José Wilker nos papéis centrais.
Em 2013, recebeu uma indicação ao prêmio Emmy Internacional de melhor série dramática.

## Enredo
Paulo Ventura é um advogado e político em fase desanimada com a vida pública, e acaba sendo eleito presidente da Câmara dos Deputados em uma articulação promovida por um Senador que pretende usá-lo como fantoche. Mas os planos não dão resultado quando um acidente aéreo mata o Presidente e seu vice. Ventura se vê obrigado a assumir a presidência do país e a enfrentar uma série de sucessivos escândalos.

## Elenco
| Interprete             | Personagem                                  |
| ---------------------- | ------------------------------------------- |
| Domingos Montagner     | Paulo Alberto Ventura                       |
| Maria Fernanda Cândido | Maria Antonia Ventura                       |
| Juliana Schalch        | Marta Arruda Ventura                        |
| José Wilker            | Floriano Pedreira                           |
| Otávio Augusto         | Benjamin "Beijo" Ventura                    |
| Hugo Carvana           | Jorge Mourão                                |
| Mariana Lima           | Fernanda Dummont                            |
| Alinne Rosa            | Alessandra Ferrão                           |
| Leopoldo Pacheco       | Tony Abrahão                                |
| Marina Elali           | Fátima                                      |
| Cacá Amaral            | Saulo Aires Saldanha (Saldanha)             |
| Murilo Armacollo       | Júlio Arruda Ventura (Julie Arruda Ventura) |
| Luiz Carlos Miele      | Nicodemo Cabral, "O Senador"                |
| Maria do Carmo Soares  | Julieta Ventura                             |
| Cristine Peron         | Telma                                       |
| Sandra Corveloni       | Neide Batalha                               |
| Valter Santos          | Cel. Otávio Werneck                         |
| Cris Nicolotti         | Lúcia Wolf                                  |
| Paulo Ivo              | Alcides Barata                              |
| Ida Celina             | Regina                                      |
| Jui Huang              | Otacílio Júnior                             |

## Capítulos
1. O Presidente Acidental (17 de janeiro de 2012)
2. O Público e o Privado (18 de janeiro de 2012)
3. O Sucessor (19 de janeiro de 2012)
4. O Brado da Primeira-dama (20 de janeiro de 2012)
5. Fronteiras (24 de janeiro de 2012)
6. Fora Ventura! (25 de janeiro de 2012)
7. Fora Ventura! - Parte 2 (26 de janeiro de 2012)
8. O Ex-presidente (27 de janeiro de 2012)

## Exibição Internacional
| País                 | Canal          | Título local       | Estreia                 | Final                   | Horário semanal | Hora         | Ref    |
| -------------------- | -------------- | ------------------ | ----------------------- | ----------------------- | --------------- | ------------ | ------ |
| Brasil               | TV Globo       | O Brado Retumbante | 17 de janeiro de 2012   | 27 de janeiro de 2012   | Terça a Sexta   | 23:30        | [ 15 ] |
| Portugal             | Globo Portugal | O Brado Retumbante | 3 de abril de 2012      | Desconhecido            | Desconhecido    | Desconhecido | [ 16 ] |
| Costa Rica           | Teletica       | El Sucesor         | 25 de janeiro de 2016   | 29 de janeiro de 2016   | Segunda a Sexta | 00:30        | [ 17 ] |
| Coreia do Sul        | Telenovela     | 넥스트 인 라인     | 17 de outubro de 2016   | 21 de outubro de 2016   | Segunda a Sexta | 10:00        | [ 18 ] |
| China                | Canal Macau    | O Brado Retumbante | 15 de fevereiro de 2017 | 21 de fevereiro de 2017 | Segunda a Sexta | 22:10        | —      |
| República Dominicana | Tele Antillas  | El Sucesor         | 4 de março de 2021      | 10 de março de 2021     | Segunda a Sexta | 22:00        | —      |
| Panamá               | Telemetro      | El Sucesor         |                         |                         |                 |              | [ 19 ] |
| Nigéria              | MCN            | Next in Line       |                         |                         |                 |              | [ 20 ] |

## Exibição
Foi exibida pelo Viva de 3 de outubro a 14 de novembro de 2021, aos domingos na faixa das 23h45, substituindo a reexibição do BBB 2 e sendo substituída pela maratona semanal da telenovela Amor com Amor Se Paga.